# Poćwiardówka
Poćwiardówka – wieś w Polsce położona w województwie łódzkim, w powiecie brzezińskim, w gminie Brzeziny, na terenie Parku Krajobrazowego Wzniesień Łódzkich.
Wieś biskupstwa włocławskiego w powiecie brzezińskim województwa łęczyckiego w końcu XVI wieku. W latach 1975–1998 miejscowość administracyjnie należała do województwa skierniewickiego.
W miejscowości znajduje się parafia Kościoła Katolickiego Mariawitów. Świątynią parafialną jest niewielka drewniana kaplica pw. św. Michała Archanioła, położona na rozstaju dróg. 